# Mourir à trente ans
Mourir à trente ans è un film del 1982 diretto da Romain Goupil.

## Riconoscimenti
Presentato nella Settimana internazionale della critica del 35º Festival di Cannes, ha vinto la Caméra d'or per la miglior opera prima.
Ha vinto anche il Premio César per la migliore opera prima.